# Diplotaxis parvula
Diplotaxis parvula är en skalbaggsart som beskrevs av Hermann Burmeister 1855. Diplotaxis parvula ingår i släktet Diplotaxis och familjen Melolonthidae. Inga underarter finns listade i Catalogue of Life.